# Adam Darius
Adam Darius (rođen 10. svibnja 1930.) je američki plesač, pantomimičar, pisac i koreograf. Kao izvođač, nastupao je u 85 zemalja na šest kontinenata. Objavio je 13 knjiga i napisao 21 dramski komad.
Radio je, među ostalim, s Jean-Louisom Barraultom, Ingmarom Bergmanom, Plácidom Domingom i Kate Bush, koju je podučio u oblasti pokreta.
Kao solo umjetnik, u duetu s Kazimirom Kolesnikom ili s Adam Darius Company, često posjećuje Balkan, nastupajući u više navrata na ljubljanskom festivalu, kao i u Novom Sadu, Dubrovniku, Splitu, Skopju, Sofiji, Plovdivu, Burgasu, Staroj Zagori i Varni u Bugarskoj. Dobitnik je srebrne medalje na Beogradskom festivalu monodrame i pantomime, 1976.
U svibnju 2010. nastupio je u duetu s Kazimirom Kolesnikom na 13. Teatar Fest-u u Sarajevu, s predstavom Smrt strašila (Death of a Scarecrow).
U programu posvećenom njegovoj karijeri, BBC World Service opisao ga je kao «jednog od najistaknutijih talenata 20. stoljeća».
Adam Darius trenutno živi u Helsinkiju, Finska.

## Knjige Adama Dariusa
| Autor        | #  | Godine | Naslov                                          | Stranice | Izdavač                | Grad       | ISBN               | Žanr                |
| ------------ | -- | ------ | ----------------------------------------------- | -------- | ---------------------- | ---------- | ------------------ | ------------------- |
| Darius, Adam | 1  | 1973   | Dance Naked in the Sun                          | 325      | Latonia Publishers     | Londonu    | ISBN 0950270709    | Autobiografija      |
| Darius, Adam | 2  | 1978   | The Way to Timbuktu                             | 276      | Latonia Publishers     | Londonu    | ISBN 0950270717    | Autobiografija      |
| Darius, Adam | 3  | 1984   | The Adam Darius Method                          | 270      | Latonia Publishers     | Londonu    | ISBN 0950270725    | Pedagoški           |
| Darius, Adam | 4  | 1988   | The Man Who Spat at Fate                        | 251      | Latonia Publishers     | Londonu    | ISBN 0950270733    | Roman               |
| Darius, Adam | 5  | 1991   | The Guru                                        | 115      | Latonia Publishers     | Londonu    | ISBN 0950270741    | Filozofija          |
| Darius, Adam | 6  | 1996   | The Commedia Dell' Arte                         | 97       | Kolesnik Production OY | Helsinkiju | ISBN 9529071884    | Pedagoški           |
| Darius, Adam | 7  | 1998   | Acting - A Psychological and Technical Approach | 208      | Kolesnik Production OY | Helsinkiju | ISBN 952909146X    | Pedagoški           |
| Darius, Adam | 8  | 2000   | Audition Monologues                             | 128      | Kolesnik Production OY | Helsinkiju | ISBN 9519823204    | Pedagoški           |
| Darius, Adam | 9  | 2003   | Double Existence                                | 202      | Kolesnik Production OY | Helsinkiju | ISBN 9519823212    | Roman               |
| Darius, Adam | 10 | 2004   | A Nomadic Life                                  | 250      | Kolesnik Production OY | Helsinkiju | ISBN 9519823220    | Autobiografija      |
| Darius, Adam | 11 | 2005   | When Your Dog Dies                              | 63       | Kolesnik Production OY | Helsinkiju | ISBN 9519823239    | Dobrobiti životinja |
| Darius, Adam | 12 | 2007   | Arabesques Through Time                         | 407      | Harlequinade Books     | Helsinkiju | ISBN 9519823247    | Autobiografija      |
| Darius, Adam | 13 | 2009   | Death in Damascus                               | n/a      | e-book                 | n/a        | ISBN 9789529254767 | Roman               |

## Priznanja i nagrade
- 1976: Silver medallion of the Belgrade Monodrama Festival (Jugoslavije)
- 1976: Honorary membership of the North Sumatran Community (Indonezija)
- 1978: American Television Emmy (SAD)
- 1984: Premio Positano Léonide Massine Per L'arte Della Danza (Italija)
- 1987: Key to the City of Las Vegas (SAD)
- 1998: Shetland Dance and Mime Award (Velika Britanija)
- 2001: Noor Al Hussein Foundation Award (Jordan)
- 2002: Beirut Festival du Rire Trophy (Libanon)
- 2003: Noor Al Hussein Foundation Award (Jordan)
- 2009: Order of Luis Manuel Gutiérrez (Venecuela)

## Vanjske poveznice
- Adam Darius na Facebook
- Dansmuseet, Stockholm, Švedska